# شنشي كيه جيه-500
طائرة شنشي كيه جيه-500 (بالإنجليزية: Shaanxi KJ-500) (بالصينية: 空警-500؛ بينيين: Kōngjǐng Wǔbǎi؛ حرفيًا: "التحذير الجوي 500") هي طائرة من الجيل الثالث للإنذار المبكر والتحكم المحمول جواً (AEWC) تستخدمها القوات الجوية لجيش التحرير الشعبي الصيني (PLAAF). تم بناؤها بواسطة شركة طائرات شنشي ،  وهي تعتمد على هيكل الطائرة Y-9 الصينية .
منذ بداية القرن الحادي والعشرين، تزايد مدى الكشف ودقة الرادارات المحمولة جواً، وتستمر المقاتلات المجهزة بأنواع مختلفة من الصواريخ جو-جو والصواريخ المجنحة منخفضة الارتفاع في التحسن في الأداء، مما يخلق الطلب على أنظمة إنذار ومراقبة جوية أكثر قدرة. ولمعالجة ذلك، بدأت الصين تطوير طائرة KJ-500، وهي ثالث طائرات الإنذار المبكر والتحكم التي تمتلكها، في أواخر العقد الأول من القرن الحادي والعشرين. كان من المطلوب أن يتمتع النظام بثلاث ميزات مهمة، وهي القدرة الجيدة على الكشف، والقدرة الجيدة على التعريف، والاستجابة السريعة. كان مطلوبًا أيضًا أن تكون الطائرة القوة الأساسية لنظام الحرب المعلوماتية، حيث تتميز التكنولوجيا المجهزة بها بأربع خصائص رئيسية، وهي الشبكات، والتعدد الوظيفي، والتكامل، وخفة الوزن.
تحمل الطائرة قبة رادارية ثابتة على الظهر تحتوي على ثلاث مجموعات مصفوفة مسح إلكتروني نشط رادارية AESA لتغطية 360 درجة ويقال إنها أكثر كفاءة من تصميم مجموعة الرادار ذات المستويين المستخدمة في KJ-200 السابقة. وبحسب ما ورد توقف إنتاج أنواع AEWC القديمة في عام 2018م استجابة لوصول KJ-500 إلى القدرة التشغيلية الكاملة. 

## المشغلين
الصين

## الخصائص
تم نشر معلمات محدودة لأداء لـ KJ-500 على النحو التالي: 
- السرعة القصوى: ٥٥٠ كم/ساعة.
- أقصى مدى: ٥,٧٠٠ كم.
- أقصى قدرة على التحمل: ١٢ ساعة.
- أقصى وزن للإقلاع: ٧٧ طن.
- المدى ضد الأهداف بحجم المقاتلة: 470 كم. [4]